# Larsa
Larsa (em sumério: 𒌓𒀕; romaniz.: UD.UNUGKI, lido como Larsamki) foi uma cidade importante da antiga Suméria, o centro de culto ao deus sol Utu. Ela fica cerca de 25 quilômetros a sudeste de Uruque na província de Dicar no Iraque, próximo à margem leste do canal de Sate Enil no local do assentamento da moderna Tel Senqueré ou Sancará.

## História

Império Paleobabilônico sob Hamurabi.

O histórico "Larsa" já existia já no reinado de Eanatum de Lagas, que o anexou ao seu império.
A cidade se tornou uma força política durante o período de Isim-Larsa. Após o colapso da Terceira dinastia de Ur por volta de 2 000 a.C., Isbi-Erra, um oficial de Ibi-Sim, o último rei da terceira dinastia, mudou-se para Isim e estabeleceu um governo que pretendia ser o sucessor da terceira dinastia. De lá, Isbi-Erra recapturou Ur, bem como as cidades de Uruque e Lagas, às quais Larsa estava sujeito. Os governantes subsequentes do Isim nomearam governadores para governar Larsa; um desses governadores foi um amorita chamado Gungunum. Ele finalmente rompeu com Isim e estabeleceu uma dinastia independente em Larsa. Para legitimar seu governo e desferir um golpe em Isim, Gungunum capturou a cidade de Ur. Como a região de Larsa era o principal centro de comércio através do Golfo Pérsico, Isim perdeu uma rota comercial enormemente lucrativa, bem como uma cidade com grande significado cultural.
Os dois sucessores de Gungunum, Abisare (r. 1841–1830 a.C.) e Sumuel (r. 1830–1801 a.C.), tomaram medidas para isolar completamente Isim do acesso aos canais. Isim rapidamente perdeu força política e econômica.
Larsa cresceu poderoso, mas nunca acumulou um grande território. Em seu auge sob o rei Rim-Sim I (r. 1758–1699 a.C.), Larsa controlava apenas cerca de 10 a 15 outras cidades-estado - longe do território controlado por outras dinastias na história da Mesopotâmia. No entanto, grandes projetos de construção e empreendimentos agrícolas podem ser detectados arqueologicamente. Após a derrota de Rim-Sim I por Hamurabi da Babilônia, Larsa tornou-se um local menor, embora tenha sido sugerido que era a casa da Primeira Dinastia do País do Mar da Babilônia.
Acredita-se que Larsa seja a fonte de uma série de tabuinhas envolvendo matemática babilônica, incluindo a tabuinha Plimpton 322 que contém padrões de triplas pitagóricas.

### Reis de Larsa
| Rei        | Reinado             | Comentários                                                                                      |
| ---------- | ------------------- | ------------------------------------------------------------------------------------------------ |
| Naplanum   | ca. 1961–1 940 a.C. | Contemporâneo de Ibi-Sim da Terceira dinastia de Ur.                                             |
| Emisum     | ca. 1940–1 912 a.C. |                                                                                                  |
| Samium     | ca. 1912–1 877 a.C. |                                                                                                  |
| Zabaia     | ca. 1877–1 868 a.C. | "Filho de Samium"; Fez a primeira inscrição real.                                                |
| Gungunum   | ca. 1868–1 841 a.C. | Gútio; Ganhou a independência para Lipite-Istar de Isim                                          |
| Abisare    | ca. 1841–1 830 a.C. |                                                                                                  |
| Samulael   | ca. 1830–1 801 a.C. |                                                                                                  |
| Nuradade   | ca. 1801–1 785 a.C. |                                                                                                  |
| Sim-Idinã  | ca. 1785–1 778 a.C. | "Filho de Nuradade".                                                                             |
| Sim-Eribã  | ca. 1778–1 776 a.C. |                                                                                                  |
| Sim-Iquisã | ca. 1776–1 771 a.C. | Contemporâneo de Zambia de Isim, Filho de Sim-Eribã.                                             |
| Siliadade  | ca. 1771–1 770 a.C. |                                                                                                  |
| Uarade-Sim | ca. 1770–1 758 a.C. | Co-regente de seu pai Cudur-Mabuque.                                                             |
| Rim-Sim I  | ca. 1758–1 699 a.C. | "Irmão de Uarade-Sim"; Contemporâneo de Irdanene de Uruque; Derrotado por Hamurabi da Babilônia; |
| Hamurabi   | ca. 1699–1 686 a.C. | Dirigente oficial da Babilônia; Criou o Código de Hamurabi.                                      |
| Samsiluna  | ca. 1686–1 678 a.C. | Também dirigente oficial da Babilônia.                                                           |
| Rim-Sim II | ca. 1678–1 674 a.C. | Morto na revolta contra a Babilônia.                                                             |

## Arqueologia

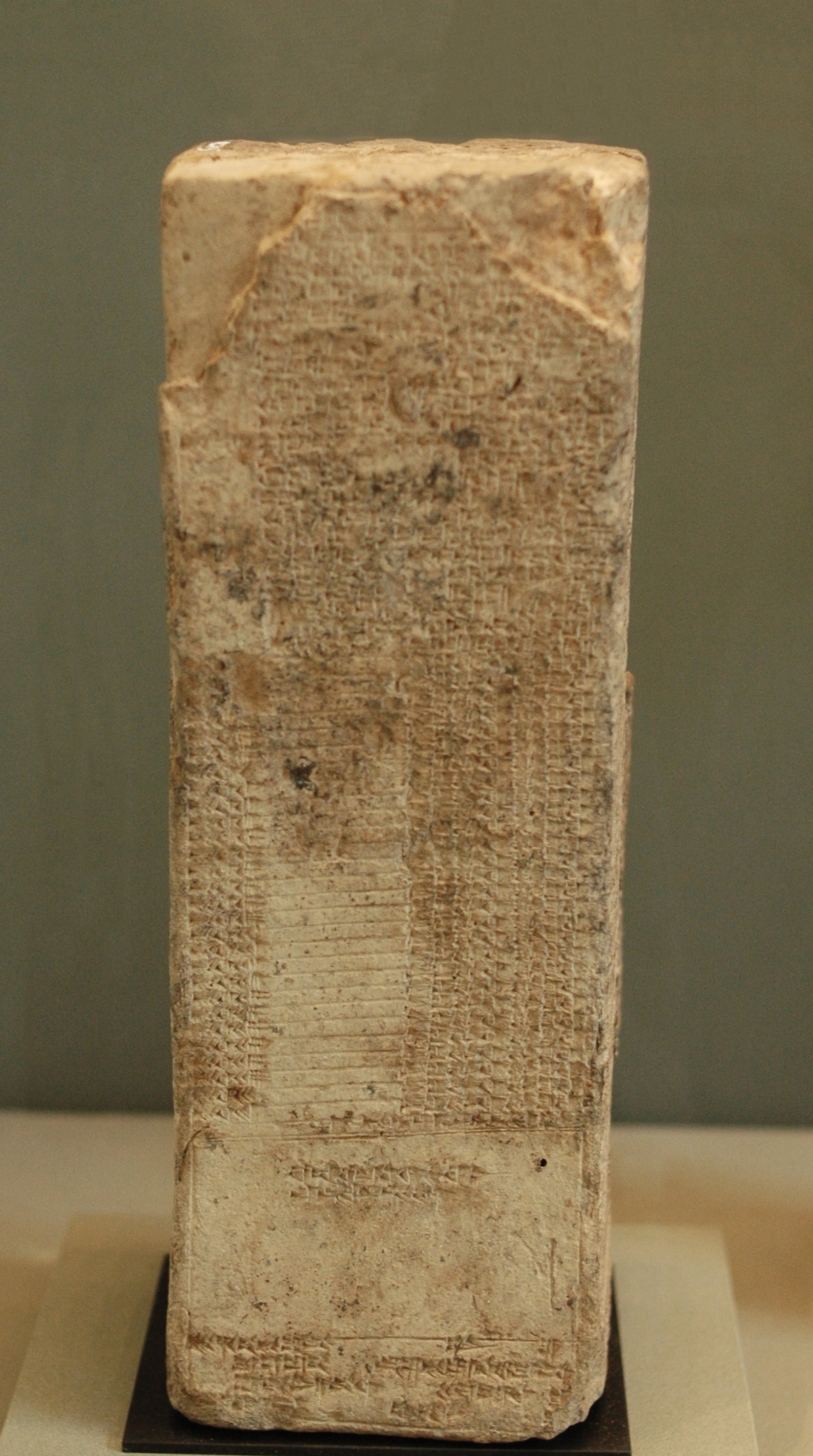
Lista dos reis de Larsa, 39º ano do reinado de Hamurabi, Louvre

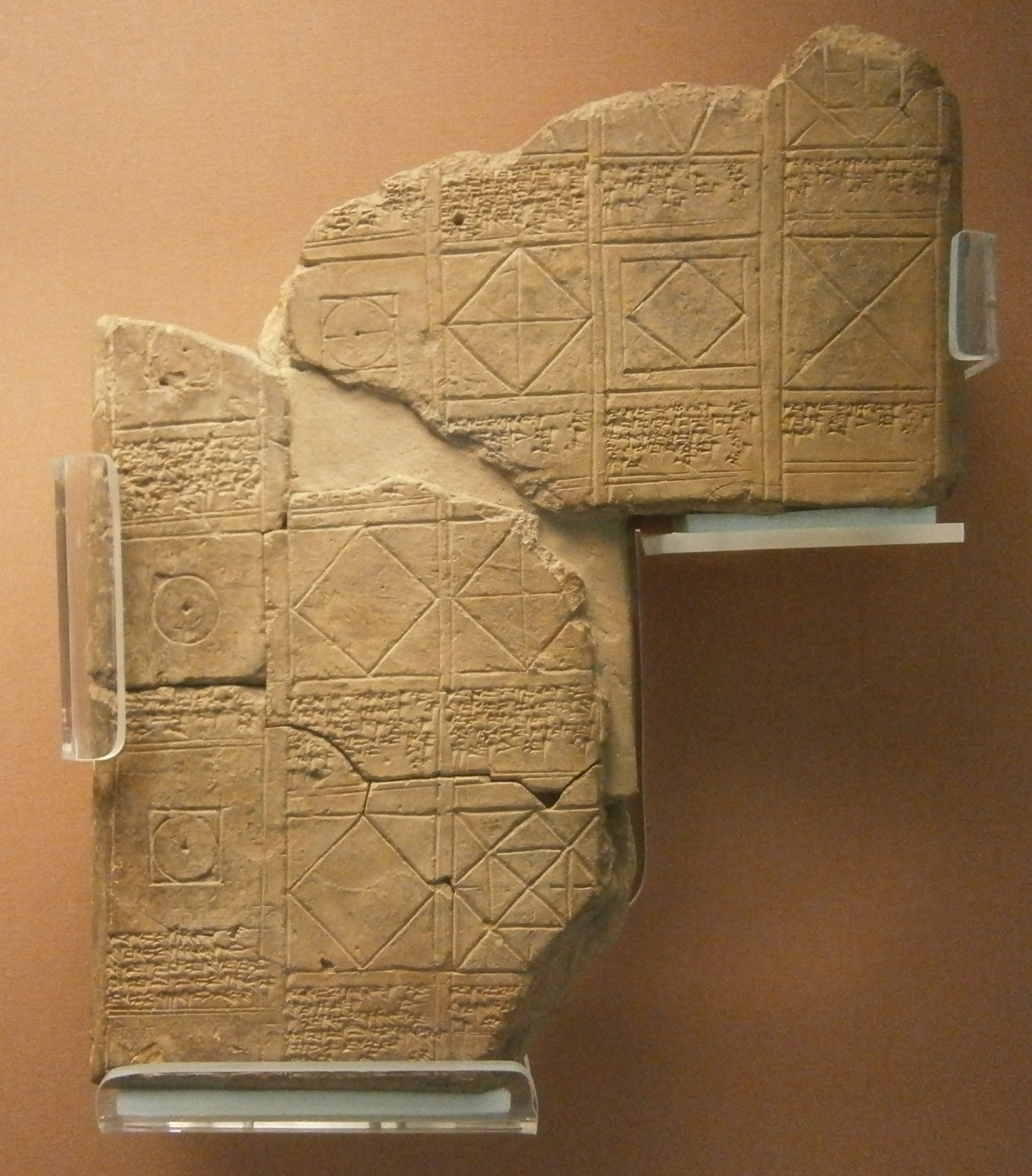
Compilação de problemas de geometria plana de Larsa, período da Antiga Babilônia.

Os restos de Larsa cobrem uma forma oval de cerca de 4,5 milhas de circunferência. O ponto mais alto tem cerca de 70 pés de altura.

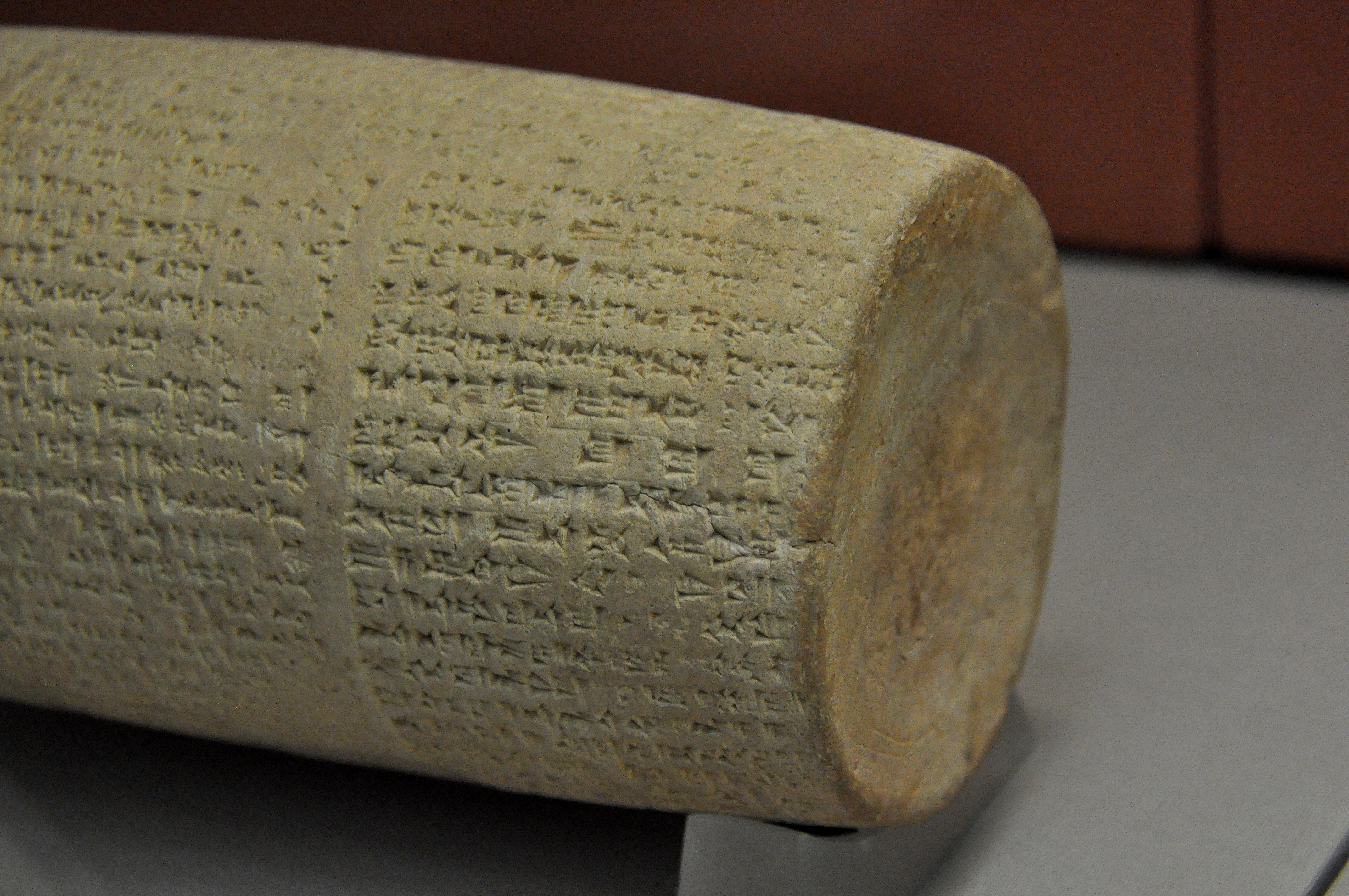
Detalhe de um cilindro de terracota de Nabonido, registrando o trabalho de restauração no templo de Samas em Larsa. 555-. Provavelmente de Larsa, Iraque, alojado no Museu Britânico

O local de Tel es-Senquenré, então conhecido como Sancará, foi escavado pela primeira vez por William Loftus em 1850 por menos de um mês. Naqueles primeiros dias da arqueologia, o esforço estava mais focado na obtenção de espécimes de museus do que dados científicos e sutilezas como desenhos de locais e achados ainda não eram de uso comum. Loftus recuperou os tijolos de construção de Nabucodonosor II do Império Neobabilônico que permitiram a identificação dos locais como a antiga cidade de Larsa. Muito do esforço de Loftus foi no templo de Samas, reconstruído por Nabucodonosor II. Inscrições de Burnaburias II da dinastia cassita da Babilônia e Hamurabi do Império Paleobabilônico também foi encontrado. Larsa também foi brevemente trabalhado por Walter Andrae em 1903. O local foi inspecionado por Edgar James Banks em 1905. Ele descobriu que o saque generalizado pela população local estava ocorrendo lá.
A primeira escavação moderna e científica de Senqueré ocorreu em 1933, com o trabalho de André Parrot. Parrot trabalhou no local novamente em 1967. Em 1969 e 1970, Larsa foi escavado por Jean-Claude Margueron. Entre 1976 e 1991, uma expedição da Delegação Arqueológica Francesa no Iraque liderada por JL. Huot escavou em Tel es-Senqueré por 13 temporadas. Em 2019, as escavações foram retomadas.